# Conus granulatus
Conus granulatus är en snäckart som beskrevs av Carl von Linné 1758. Conus granulatus ingår i släktet Conus och familjen kägelsnäckor. Inga underarter finns listade i Catalogue of Life.

## Bildgalleri

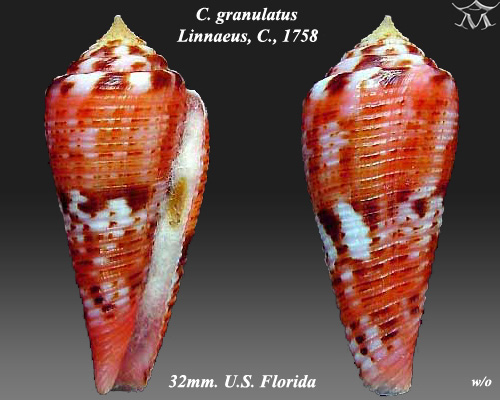